# Женюсь на первой встречной
«Женюсь на первой встречной» (англ. Wedding Daze) — романтическая комедия, вышедшая на экраны в 2006 году. Режиссёр и сценарист — Майкл Йен Блэк.

## Сюжет
История начинается с того, что молодой парень по имени Андерсон (Джейсон Биггз) собирается сделать своей девушке Ванессе предложение выйти за него замуж. Однако делает это в настолько необычной манере, что девушка прямо на месте падает замертво от разрыва сердца. После её похорон Андерсон провёл год в постоянных воспоминаниях, ведь для него она была идеалом, а смириться с потерей идеала невозможно.
И вот однажды, сидя в забегаловке, его лучший друг Тед (Майкл Уэстон) предлагает ему наконец оглянуться вокруг и перестать замыкаться на воспоминаниях.

Она мертва вдвое дольше, чем ты её знал. Смирись ты с этим наконец и посмотри вокруг…

Тот, только чтобы друг отстал, соглашается, а когда к ним подходит молодая официантка Кэти (Айла Фишер), ни с того ни с сего предлагает ей выйти за него замуж. К его удивлению, она соглашается…

## В ролях
| Актёр            | Роль                   |
| ---------------- | ---------------------- |
| Джейсон Биггз    | Андерсон               |
| Айла Фишер       | Кэти                   |
| Майкл Уэстон     | Тед (друг Андерсона)   |
| Эбон Мосс-Бакрак | Матадор (друг Кэти)    |
| Хизер Голденхерш | Джейн (подруга Кэти)   |
| Одра Блейзер     | Ванесса                |
| Роб Кордри       | Кайл                   |
| Эдвард Херрманн  | Лайл (отец Андерсона)  |
| Марго Мартиндейл | Бетси (мать Андерсона) |

## Интересные факты
- Машина Матадора — голубой «Запорожец ЗАЗ-968А» 70-х годов выпуска. Причём видно, что дым валит из-под капота, хотя у «Запорожцев» двигатель расположен сзади.
- В нескольких сценах Матадор прикидывается Дартом Вейдером (носит его маску).
- Полное имя Теда — Эдвард «Тед» Ярборо (Edward «Ted» Yarborough). Это можно увидеть в сцене, когда хозяин магазина по продаже машин показывает полицейским фотографию Теда.